# 秋田市立四ツ小屋小学校
秋田市立四ツ小屋小学校（あきたしりつよつごやしょうがっこう）は、秋田県秋田市四ツ小屋字街道東にある公立小学校。

## 概要
1875年（明治8年）創立。学校区は令和5年時点で四ツ小屋（四ツ小屋末戸松本字湯ノ沢を除く）、御野場1丁目から8丁目を学区としている。またほとんどの生徒が、秋田市立御野場中学校に進学する。
- 敷地面積：20,389m2
- 校舎面積：5,017m2
- 屋内運動場面積：979m2
- 屋外運動場面積: 12,876m2

## 教育目標
- 明るく　賢く　逞しく
  - 明るい子供
  - かしこい子供
  - 逞しい子供

## 沿革
以下、注釈の無い項目は学校の公式サイトの情報によるもの。
- 1875年（明治8年）2月9日 - 四教小学校として開校。
- 1891年（明治24年）4月1日 - 四ツ小屋尋常小学校と改称。
- 1897年（明治30年）5月6日 - 高等科を設置し、四ツ小屋尋常高等小学校と改称。
- 1927年（昭和2年）11月3日 - 校舎を新築落成。
- 1941年（昭和16年）4月1日 - 四ツ小屋国民学校と改称。
- 1947年（昭和22年）4月1日 - 四ツ小屋村四ツ小屋小学校と改称。
- 1948年（昭和23年）4月1日 - 四ツ小屋村四ツ小屋中学校を併置。
- 1954年（昭和29年）10月1日 - 四ツ小屋村が秋田市に編入。編入に伴い秋田市立四ツ小屋小学絞と改称。
- 1955年（昭和30年）11月9日 - 創立80周年記念式典挙行。同日に校歌と校章を制定。
- 1967年（昭和42年）3月24日 - 秋田市立四ツ小屋中学校校舎に移転。
- 1969年（昭和44年）3月17日 - 校旗樹立。
- 1970年（昭和45年）7月14日 - 特殊学級の開設。
- 1974年（昭和49年）10月26日 - 創立100周年記念式典を挙行。
- 1983年（昭和58年）
  - 3月17日 - 現校舎に移転。
  - 9月2日 - 新校舎落成式挙行。
- 1984年（昭和59年）
  - 3月31日 - 庭園完成。
  - 5月23日 - アセアン教育使節団来校。
- 1985年（昭和60年）
  - 7月22日 - プール完成。
  - 10月20日 - 秋田市により、グラウンドに遊具設置。
- 1987年（昭和62年）11月7日 - ソニー賞（優良校）を受賞。
- 1992年（平成4年）1月28日 - 四ツ小屋児童センター開館。
- 1993年（平成5年）3月31日 - 校舎増築。
- 1996年（平成8年）11月2日 - 読み聞かせボランティア「にじいろ読書会」発足。
- 1998年（平成10年）9月1日 - インターネットホームページ「ネットワーク風の子」開設。
- 1999年（平成11年）10月16日 - 「ふるさと子どもドリーム」支援事業による築山完成。
- 2000年（平成12年）8月25日 - スクールランチルーム完成。
- 2002年（平成14年）3月25日 - 飼育小屋完成。
- 2003年（平成15年）10月30日 - 校旗新調。
- 2004年（平成16年）10月30日 - 創立130周年記念式典挙行。記念行事として、「すずしろのかるた」を作成。
- 2005年（平成17年）
  - 3月10日 - 文化庁「本物の舞台芸術体験事業」として松山バレエ団による公演会を開催。
  - 8月25日 - 四ツ小屋小学校安全パトロール活動開始。
- 2016年（平成28年）3月28日 - 第26回世界児童画展都道府県団体賞受賞。
- 2024年（令和6年）
  - 9月17日 - 創立150周年記念行事として、本校出身の岡部大（ハナコ）による特別授業を行った[3]。
  - 10月26日 - 創立150周年記念式典挙行し、学習発表会開催[4]。

## 校章
- 校章のページを参照。

## 校歌
- 校歌のページを参照。
  - 作詞 - 竹内瑛二郎
  - 作曲 - 信時潔

## 部活動・スポーツ少年団
- 野球
- サッカー
- バスケットボール
- 卓球
- 吹奏楽

## 主な進学先
- 秋田市立御野場中学校

## アクセス

### 鉄道
- JR東日本奥羽本線四ツ小屋駅より徒歩約20分。

### バス
- 秋田中央交通秋田高校線・仁井田御所野線上野入口より徒歩約5分。

## 著名出身者
- 岡部大（ハナコ）

## 学区内周辺

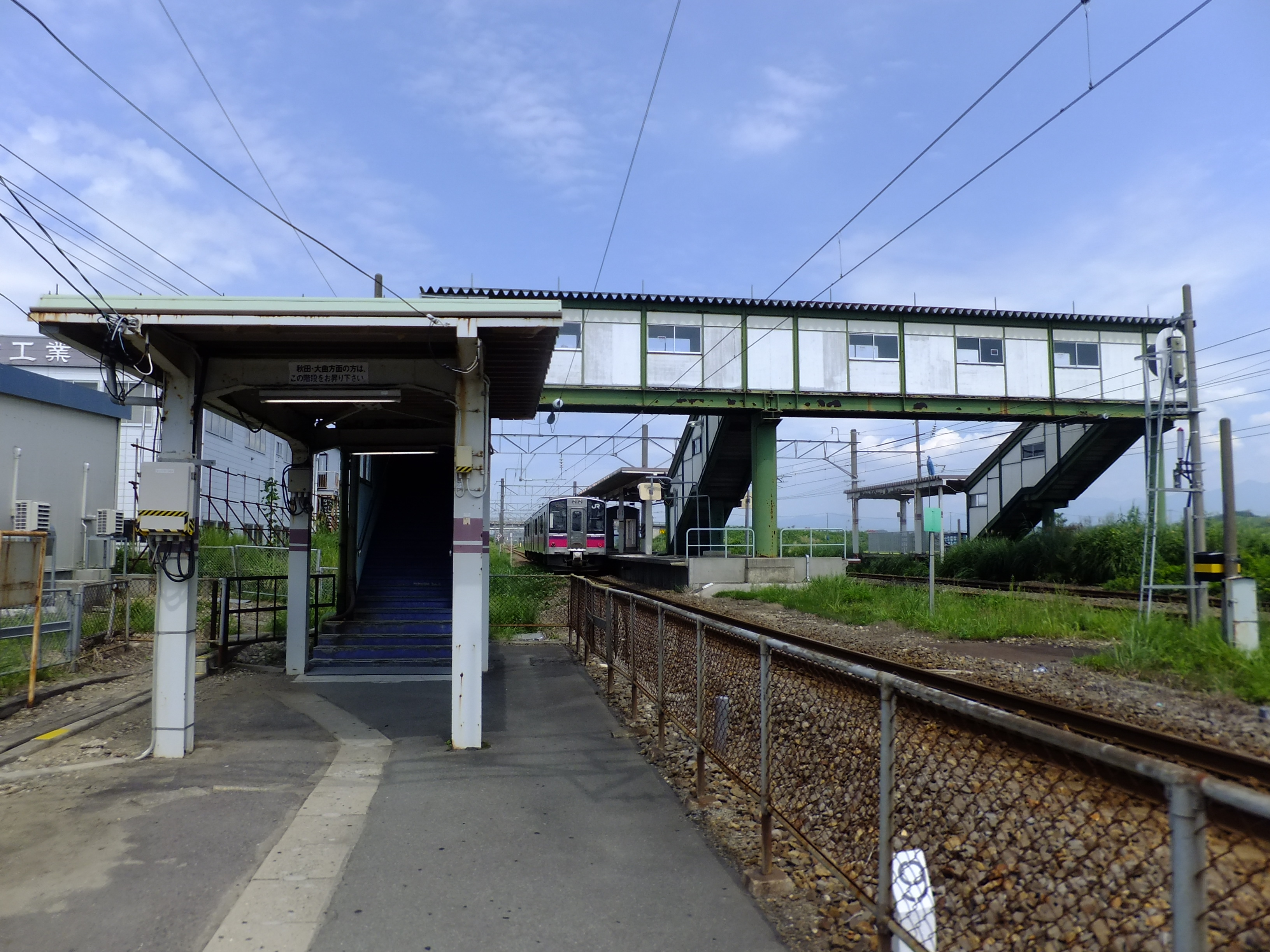
四ツ小屋駅
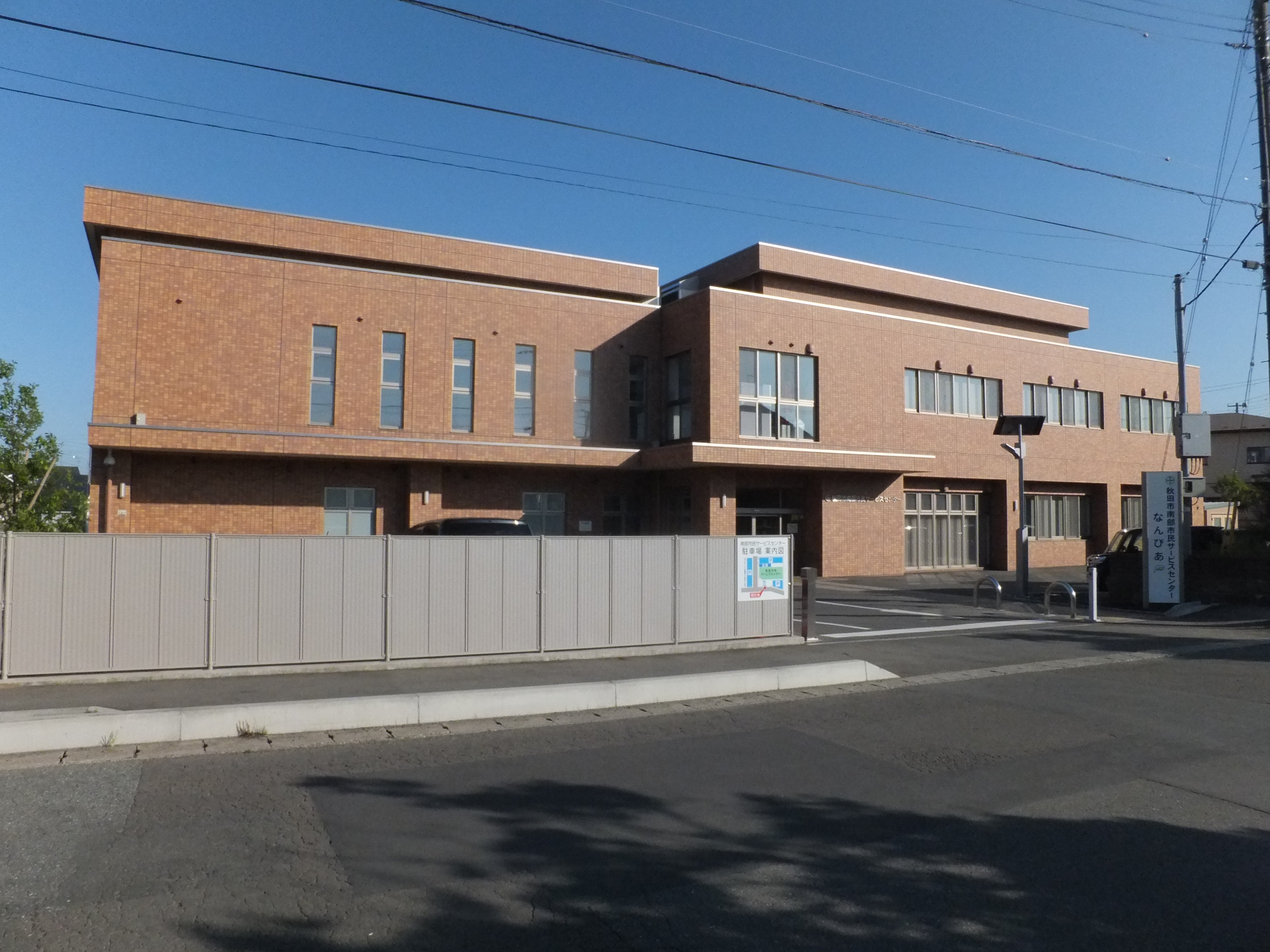
秋田市南部市民サービスセンター